# 鸡场镇 (水城县)
鸡场镇，是中华人民共和国贵州省六盤水市水城区下辖的一个乡镇级行政单位。
2012年，贵州省人民政府批复同意撤销鸡场布依族彝族苗族乡，设置鸡场镇，镇政府驻鸡场村。

## 行政区划
鸡场镇下辖以下地区：
坪地村、上营村、箐头村、大坝古村、小坝古村、旗帜村、凹子村和安全村。

## 事故
2019年7月23日21时20分，鸡场镇发生山体滑坡，造成山体下面居住的21户房屋和70余人被埋。截止7月28日23时30分，已有11人生还，42人死亡，失联9人。